# Non è sempre colpa delle donne
Non è sempre colpa delle donne è il decimo album in studio di Emiliana Cantone del 2018 pubblicato dalla Zeus (etichetta discografica).

## Tracce
1. Non È Sempre Colpa Delle Donne - 3:29
2. Quando Me Fatto Chiagnere - 3:39
3. Famme Chello Che Vuò - 3:28
4. Che Bellissima Pazzia - 3:10
5. Co Nomme Ro Cumpagno Tuoje - 3:49
6. Te Vuless Vede - 3:19
7. Voglio Ancor A Te - 3:30
8. Che Male Fa - 3:45
9. Chi Ce Po Sta - 3:52
10. L'Amore È Bello Se... - 3:07
11. Un'Altra Voglio Te - 3:48
12. Se Mi Ami Davvero - 3:53